# Dr. Csont (első évad)
Az első évad premierje 2005. szeptember 13-án volt a FOX televíziós csatornán, az évad utolsó epizódját 2006. május 7-én adták le. Az egyes részeket keddenként 20.00 órai kezdettel vetítették. Az évad 22 epizódból áll, az egyes részek nézettsége 8,9 millió volt.
Az Egyesült Királyságban a sorozat ezen évadának vetítése 2006. január 22-én kezdődött, a Sky1 televíziós csatorna csütörtökönként 22.00 órás kezdettel sugározta.
Hazánkban a Cool TV 2009. július 29-től ismételte ezt az évadot.

## Szereplők
| Karakter                        | Alakítja        | Magyar hangja  | Szerep                                       |
| ------------------------------- | --------------- | -------------- | -------------------------------------------- |
| Dr. Temperance Brennan, "Bones" | Emily Deschanel | Bertalan Ágnes | Törvényszéki antropológus, Jefferson Intézet |
| Seeley Booth                    | David Boreanaz  | Széles Tamás   | Különleges ügynök, FBI                       |
| Angela Montenegro               | Michaela Conlin | Kéri Kitty     | Arcrekonstruáló, Jefferson Intézet           |
| Zack Addy                       | Eric Millegan   | Szabó Máté     | Laborasszisztens, Jefferson Intézet          |
| Dr. Jack Hodgins                | TJ Thyne        | Viczián Ottó   | Entomológus, Jefferson Intézet               |
| Dr. Daniel Goodman              | Jonathan Adams  | Németh Gábor   | Igazgató, Jefferson Intézet                  |

## DVD-megjelenés
A sorozat első évada 2006. november 28-án jelent meg az 1. régióban. Magyarországon 2011. október 5-én várható a hatlemezes kiadvány, sztereó magyar, és 5.1-es angol sávval.
Az extrák között audiókommentárok, képgalériák és két kisfilm is található.

## Epizódok
| Epizód száma | Epizód címe                                          | Vetítés időpontja az USA-ban / Magyarországon |
| --- | ---------------------------------------------------- | --------------------------------------------- |
| 1.01 | Pilot / Lány a tóban                                 | 2005. szeptember 13. / 2007. március 7.       |
| Egy lányt találnak egy tóban. Bones és Booth feladata kideríteni a személyazonosságát és halálának körülményeit. Hogyvolt |                                                      |                                               |
| 1.02 | The Man in the S.U.V. / Robbanó méreg                | 2005. szeptember 20. / 2007. március 14.      |
| Hirtelen robbanás tép darabokra egy autót, amelyben az Arab–Amerikai Baráti Társaság prominens vezetője ült. A helyszínen méregnyomokat is találnak. Bones és csapata nehéz feladattal szembesül, aminek során azt is ki kell deríteni, hogy az elhunyt férfi családjának lehetett-e bármilyen szerepe a robbantásban, avagy a mérgezésben. Hogyvolt |                                                      |                                               |
| 1.03 | A Boy in a Tree / Egy iskola titkai                  | 2005. szeptember 27. / 2007. március 21.      |
| Egy előkelő bentlakásos középiskolában, ahová fontos és védett személyek gyermekei járnak, napok óta oszló holttestet találnak egy fára akasztva. Brennan és csapata munkához lát, és hamarosan kiderül, hogy magányos, befelé forduló diplomatagyerek az áldozat – a legvalószínűbb pedig az öngyilkosság. Booth ösztöne azonban mást súg, az iskola vezetői pedig mielőbb szeretnék elaltatni az ügyet. Hogyvolt                                                                                                 |                                                      |                                               |
| 1.04 | The Man in the Bear / A medve-ügy                    | 2005. november 1. / 2007. március 28.         |
| Egy hegyvidéki körzetben orvvadászok által lelőtt medve tetemét találja meg az erdész. Amikor az állatorvos megvizsgálja a tetemet, legnagyobb megdöbbenésére emberi kéz maradványa kerül elő belőle. Brennan és Booth azonnal a helyszínre sietnek, és a nyomozás során meglepő felfedezésekre jutnak. Lehet, hogy kannibállal állnak szemben. Hogyvolt |                                                      |                                               |
| 1.05 | A Boy in a Bush / Örökbefogadott halál               | 2005. november 8. / 2007. április 4.          |
| Azonosítatlan gyerekholttestre bukkannak egy külvárosi bevásárlóközponttól nem messze fekvő elhagyatott mezőn. Booth és Brennan nekilát felderíteni az ügyet, amelynek során kiderül, hogy a gyerek anyjának több örökbe fogadott gyereke is van, akik közül az egyik feltűnően sokat tudhat Charlie eltűnéséről. A csapatot eközben Goodman igazgató „kirendeli” egy bankettre, ahol az intézet támogatóival kell majd „bájologniuk”, de mindenki azon van, hogy kihúzza magát a terhes kötelesség alól. Hogyvolt |                                                      |                                               |
| 1.06 | The Man in the Wall / Múmia a falban                 | 2005. november 15. / 2007. április 11.        |
| Brennan és Angela együtt mennek mulatni egy bárba, ahol hirtelen összeszólalkoznak a többi vendéggel. A csetepaté eredményeként ledől egy válaszfal, ami mögül mumifikálódott holttest bukkan elő. Az azonosítás kideríti, hogy az illető egy feltörekvő, sikeres fiatal rap-énekes, akinek több ember több okból is az ellensége lehetett, ráadásul egy újabb holttest is előkerül. Hogyvolt |                                                      |                                               |
| 1.07 | A Man on Death Row / A halálraítélt                  | 2005. november 22. / 2007. április 18.        |
| Amy, a fiatal, agilis ügyvédnő, aki nem éppen Booth szíve csücske, egy szívességet kér a férfitól. Mégpedig azt, hogy segítsen elhalasztatni annak a gyilkosnak a kivégzését, akit egykor éppen ő tartóztatott le. Egyes bizonyítékok arra utalnak ugyanis, hogy mégsem ő ölte meg a fiatal lányt. Brennan és csapata pedig igen aprólékosan nekilát a tények felderítésének. Hogyvolt |                                                      |                                               |
| 1.08 | The Girl in the Fridge / A példakép                  | 2005. november 29. / 2007. április 25.        |
| Brennant meglátogatja régi tanára az egyetemről, aki egykor a példaképe, mentora, és szeretője is volt. A nosztalgiánál is fontosabbá válik azonban hamarosan egy gyilkossági ügy, amelyben az áldozatot azonosító Brennannel Michael hamar ellenkezni kezd, és a doktornőnek nemsokára azt is meg kell tudnia, hogy a férfi, akiben megbízik, a vádlottak szakértő tanúja, és nem is mindig tiszta eszközökkel küzd ellenük. Hogyvolt                                                                             |                                                      |                                               |
| 1.09 | The Man in the Fallout Shelter / Karácsonyi karantén | 2005. december 13. / 2007. május 2.           |
| Karácsony előtt egy nappal Booth beállít az intézetbe egy csontvázzal, amelyet egy ház alá épített óvóhelyen találtak. A csontok vizsgálata közben elszabadul egy fertőző anyag, ami után az egész laboratórium hermetikus karantén alá kerül, és a csapatnak nincs más választása, mint együtt tölteni a karácsonyt. Hogyvolt |                                                      |                                               |
| 1.10 | The Woman at the Airport / Szétszóródva              | 2006. január 25. / 2007. május 9.             |
| A Los Angeles-i nemzetközi repülőtéren – több helyen elrejtve – ismeretlen nő maradványaira bukkannak. Booth és Brennan a helyszínre siet, és hamarosan kiderítik, hogy az áldozat prostituáltként dolgozó fiatal lány volt, akivel kegyetlenül végeztek.Az azonosításnál viszont komoly nehézségekbe ütköznek, és a nyomozás nem nagyon halad előre. Eközben az intézetben Hodgins és Dr.Goodman összevitázik egymással. Hogyvolt                                                                                 |                                                      |                                               |
| 1.11 | The Woman in the Car / A koronatanú                  | 2006. február 1. / 2007. május 16.            |
| Booth és Brennan egy gépkocsitűz után különös nyomokat találnak. A bennégett sofőrnek lehetett egy gyereke, akit elraboltak. A nyomozás során kiderül, hogy az elrabolt kisfiú apja fontos és védett koronatanú egy cég elleni perben, és hogy sokaknak érdekében állhatott elrabolni a fiát, ha így akarták zsarolni őt. Hogyvolt |                                                      |                                               |
| 1.12 | The Superhero in the Alley / Szuperhős a sikátorból  | 2006. február 8. / 2007. május 23.            |
| Fiatal fiú bomló tetemét találják meg egy sikátorban. A nyomozás hamarosan kideríti, hogy Warren Granger magányos kamasz volt, aki a szerepjátékokban találta meg a valódi életét: szuperhősöket képzelt maga elé, és ha kellett, alakított is. Booth és Brennan arra kezdenek gyanakodni, hogy egy ilyen játék válhatott túlságosan komollyá és véressé a fiú számára. |                                                      |                                               |
| 1.13 | The Woman in the Garden / Csontváz a csomagtartóban  | 2006. február 15. / 2007. május 30.           |
| Közlekedési rendőr állít meg egy autót, majd annak átvizsgálásakor kiderül, hogy a csomagtartóban egy hónapokkal korábban elhunyt, földdel borított női csontváz található. Brennan és Hodgins a felderítés során nemsokára egy újabb csontvázat is találnak, és bizonyos nyomokból arra következtetnek, hogy rokonok lehettek. Booth hamarosan kideríti, hogy nem csak a kisvárosi közösséghez, és a bűnbandához, de egy gazdag szenátorhoz is kapcsolat fűzte őket.                                              |                                                      |                                               |
| 1.14 | The Man on the Fairway / Egy kínos ügy               | 2006. március 8. / 2007. június 6.            |
| Egy vidéki golfpályára magángép zuhan le, és Dr. Brennan csapatát kérik fel a maradványok azonosítására. Az ügy politikailag is kényes, mivel a gépen utazott egy külügyminisztériumi tisztviselő, és két magas rangú kínai diplomata. Brennan és Zack azonban olyan csontmaradványokra is bukkannak, amely aligha származhatott a gépen ülőktől, így újabb titokzatos szál nyílik meg az ügyben. |                                                      |                                               |
| 1.15 | Two Bodies in the Lab / két titokzatos hulla         | 2006. március 15. / 2007. június 13.          |
| Évek óta bomló hullát találnak, és a körülmények egyértelműen arra utalnak, hogy maffia-leszámolás áldozata lett az illető. Booth kollégája, aki egykor a nyomozást vezette, bekapcsolódik a munkába, és Booth-nak meg is van a gyanúsítottja, aki már korábban is sok ügyet megúszott bizonyíthatóság hiányában. Amikor Brennant támadás éri, világossá válik, hogy valaki nagyon szeretné elkerülni a gyilkos azonosítását.                                                                                      |                                                      |                                               |
| 1.16 | The Woman in the Tunnel / Az eltemetett titok        | 2006. március 22. / 2007. június 20.          |
| A Washington utcaszintje alatti alagutak és járatok labirintusában több napja oszló hullát találnak. Booth és Brennan, akik a helyszínre sietnek, egész kis föld alatti hajléktalan-társadalmat fedeznek fel, akik saját törvényeik szerint élnek. Amikor egy dokumentumfilmes nő kameráját és véres ruháit a hajléktalan közösség vezetőjénél, Haroldnál találják meg, a gyanú a férfira terelődik. Ám Brennan hamarosan olyan felfedezést tesz, amely minden korábbi vélt indítékot felülírhat.                  |                                                      |                                               |
| 1.17 | The Skull in the Desert / Koponya a sivatagban       | 2006. március 29. / 2007. június 27.          |
| Angela, aki fiújával a mexikói határ közelében fekvő sivatagban vakációzik, aggódva hívja fel Brennant, ugyanis a barátja, Kirk és bennszülött vezetője napok óta eltűnt. Amikor egy lecsupaszított koponya kerül elő, Angela a legrosszabbtól tart, és megkéri Brennant, utazzon a helyszínre, hogy felderítse az ügyet. Mivel a bonyolódó szálak között felmerül az emberrablás és a kábítószer-kereskedelem gyanúja is, Booth is odautazik, hogy szövetségi ügynökként irányítani tudja a nyomozást.            |                                                      |                                               |
| 1.18 | The Man with the Bone / A kalózok kincse             | 2006. április 5. / 2007. július 4.            |
| Megölnek egy férfit, aki egy Washingtonhoz közeli szigeten dolgozott egy kincskereső-expedíciónál. Brennan a holttest vizsgálatakor felfedez egy csontdarabot, ami nem a hullához tartozik, és hamarosan kiderül: egy 300 éves csontvázból származik a lelet. Hodgins, aki fellelkesül a kalózok kincsének hírére, maga is az expedíció részese akar lenni. A szó szerint is a dolgok mélyére hatoló nyomozók nem éppen kincset találnak, viszont egy újabb hulla is előkerül.                                     |                                                      |                                               |
| 1.19 | The Man in the Morgue / Feketemágia                  | 2006. április 19. / 2007. július 11.          |
| Brennan a Katrina-hurrikántól elpusztított New Orleans-ban segít az árvíz áldozatainak azonosításában. Egy napon, miután különös, azonosítatlan holttestre bukkantak, és miután kollégájával töltötte az estét, reggel csurom véresen tér magához, és nem emlékszik semmire. Amikor a kollégát, Grahamet holtan találják, a gyanú Brennanre terelődik, és a helyzetét csak tovább nehezíti, hogy különös vudu rontást hozó tárgyak bukkannak fel körülötte.                                                        |                                                      |                                               |
| 1.20 | The Graft in the Girl / Gyilkos átültetés            | 2006. április 26. / 2007. július 18.          |
| Cullen FBI-igazgatóhelyettes kamaszlánya súlyos tüdőrákban szenved, amikor Booth és Brennan meglátogatják. A kislányt látva Brennan-nek azonnal gyanús lesz, hogy a kór minden előzmény nélkül, egy csonttörést követő operációnál beültetett szövet nyomán alakulhatott ki. Booth-szal együtt nyomozni kezdenek, és hamarosan egy lélektelen, pénzéhes szervkereskedő társaság nyomára bukkannak. A kérdés csak az: a kórházi ellenőrző vizsgálatok dacára hogyan fertőződhetett meg Amy a rákkal?                |                                                      |                                               |
| 1.21 | The Soldier on the Grave / Egy becsületbeli ügy      | 2006. május 10. / 2007. július 25.            |
| Booth és Brennan az arlingtoni nemzeti katonai temetőben történt halálesetet vizsgál. Egy iraki háborús hős sírjánál gyújtotta fel magát valaki. Az azonosítás során nemsokára kiderül, hogy az áldozat maga is abban az egységben szolgált, amelyben az elesett katona. Brennan kideríti, hogy nem öngyilkos lett, ahogy először gondolták, hanem megölték. Az egység túlélő tagjaival és a századparancsokkal elbeszélgetve mind szövevényesebb történet bontakozik ki az elesett katona halála körül?           |                                                      |                                               |
| 1.22 | The Woman in Limbo / Családban marad                 | 2006. május 17. / 2007. augusztus 1.          |
| Brennan-nek az intézetben ismeretlen nő csontjait kell azonosítania, ám döbbenete annál nagyobb, amikor kiderül, hogy az illető nem más, mint saját anyja, aki még kamaszkorában tűnt el. Mivel sosem tudta, pontosan mi történt a szüleivel, a felfedezés annál fájdalmasabb, így hát Booth segítségével nekilát, hogy kiderítse az igazságot. A nyomozás során megdöbbentő tényekkel kell szembesülnie: találkozik rég nem látott bátyjával, de még az is kiderül, hogy a neve valójában nem is az, amit visel.  |                                                      |                                               |